# 北方村 (愛知県)
北方村（きたがたむら）は、かつて愛知県葉栗郡にあった村。現在の一宮市の北方町連区の区域を村域とした。

## 歴史

### 年表
- 万治2年（1659年） - 木曽川の管理のため、北方村に川並番所が設けられる[1]。
- 天明元年（1781年） - 尾張藩により、北方村に北方代官所が設置され、尾張国・美濃国の尾張藩領のうち171ヶ村（87,193石）を管轄する[2]。北方代官は川並奉行を兼任することになる[3]。
- 1889年（明治22年）10月1日 - 町村制施行に伴い、北方村と中島村が合併して北方村となる[4]。
- 1906年（明治39年）5月10日 - 北方村と黒田町大字曽根が合併し、改めて北方村となる[5]。
- 1955年（昭和30年）4月1日 - 一宮市に編入され廃止[6]。

## 行政

### 村役場
1906年（明治39年）5月の合併当時は大字北方神明7番に村役場を置いた。
1951年（昭和26年）5月時点では大字北方字勅使53番地にあった。現在、同所には一宮市北方町出張所が位置する。

## 教育

### 小学校
- 北方村北方小学校（現：一宮市立北方小学校）

### 中学校
- 北方村立北方中学校（現：一宮市立北方中学校）

## 交通

### 鉄道
木曽川橋の完成を機に、尾西鉄道が新一宮駅（現：名鉄一宮駅）から路線を延長し、1914年（大正3年）8月に大字北方字宝江に終着駅の木曽川橋駅が開業した。1918年には木曽川の舟運との連絡のためさらに延長して、貨物駅の木曽川港駅が設けられた。尾西鉄道の路線は1925年に名古屋鉄道に譲渡され、尾西線となった。尾西鉄道を譲り受けた名古屋鉄道は1928年までに名古屋市内の押切町駅から新一宮駅までを全通させると、名古屋市内から木曽川橋駅までの直通列車を運行し、更に木曽川橋駅と笠松駅の間に連絡バスを運行した。一方で名古屋と岐阜を最短で結ぶため一宮と笠松の間に新線を敷設する計画も進め、1935年4月に開通した。同路線は北方村内を通過していたが、1939年3月に木曽川堤駅が開業した。
尾西線のうち奥町駅から木曽川港駅までは太平洋戦争中の1944年（昭和19年）3月に休止となった。戦後、奥町駅から玉ノ井駅までは1951年12月に再開したが、木曽川港駅までは休止のまま1959年11月に廃止となった。
- 名古屋鉄道名古屋本線
  - 木曽川堤駅
- 名古屋鉄道尾西線
  - 木曽川橋駅 - 木曽川港駅